# Salvatore Matarrese (1962)
Salvatore Matarrese (Bari, 30 aprile 1962) è un ingegnere, dirigente d'azienda e politico italiano.
Dirigente del gruppo Matarrese dal 1993 ed in particolare dell'impresa di costruzioni Salvatore Matarrese S.p.A. con sede a Bari, è presidente del Distretto dell'Edilizia Sostenibile di Puglia (Des) dal 2010 e del consorzio stabile Samac; è stato presidente di Ance Puglia (Associazione Regionale dei costruttori edili di Puglia) dal 2007 al 2013, vicepresidente di Confindustria Puglia dal 2011 al 2013, vicepresidente di Ance (Associazione Nazionale dei Costruttori Edili) e Coordinatore delle Associazioni Regionali Ance dal 2009 al 2013 e presidente di Asi S.p.a. società di gestione dei servizi comuni nell'area del Consorzio di Sviluppo Industriale di Bari dal 2010 al 2013.

## Biografia

### Famiglia Matarrese
Salvatore Matarrese fa parte della nota famiglia Matarrese di Bari, essendo il primogenito dei tre figli di Michele Matarrese (Andria 18 marzo 1932, ingegnere e Cavaliere del Lavoro) e il nipote del Cavaliere del Lavoro Salvatore Matarrese (Andria 24 aprile 1908 - Bari 30 gennaio 1977) fondatore del gruppo Matarrese; altri membri importanti della famiglia sono:
- Giuseppe (Andria 3 giugno 1934 - Frascati 27 giugno 2020), Vescovo di Frascati dal 1989;
- Vincenzo (Andria 25 maggio 1937 - Bari 13 giugno 2016) già presidente dell'As Bari dal 1983 al 2011;
- Antonio (Andria 4 luglio 1940), deputato della democrazia cristiana dalla VII alla XI legislatura e già presidente della Lega Calcio dal marzo 1982 all'ottobre 1987, della Federazione Gioco Calcio Italiana dal 1987 al 1996 e Vice presidente FIFA 1994 al 2002 e UEFA dal 1992 al 2002.

È sposato dal 4 giugno 1994 con Marina Porcelli dalla quale ha avuto due figlie: Elisabetta Domiziana nata a Bari il 3 maggio 1996 e Francesca Micaela nata a Bari il 1º ottobre 2002.

### Gli studi e la formazione
Salvatore Matarrese ha conseguito il diploma di maturità classica al Liceo classico Quinto Orazio Flacco di Bari. Si laurea il 7 aprile 1988 in Ingegneria Civile Edile con indirizzo tecnico costruttivo presso l' Università degli Studi di Bari con il massimo dei voti e la lode. Partecipa a corsi di formazione in controllo di gestione, project management, gestione di contratti di lavori pubblici presso la SDA Bocconi di Milano, l'Università di Bari, la scuola di formazione manageriale Spegea di Bari.
Nel 1992 consegue il Master in Business Administration (MBA) alla scuola Mip del Politecnico di Milano partecipando alla 12ª edizione.

### Attività professionali
Inizia la carriera progettando le strutture in cemento armato della nuova chiesa di San Sabino sul lungomare di Bari. Nel 1988 partecipa alla costruzione del Nuovo Stadio di Bari progettato dall'architetto Renzo Piano e nel 1989 alla costruzione della diga di Rosamarina a Caccamo in provincia di Palermo.
Nel 1990 intraprende un percorso di formazione e collaborazione professionale in Inghilterra con la Tarmac Construction Ltd nella Major Project Division di Wolverhampton e nella Winpey di Londra.
Dal marzo al maggio 1992 nell'ambito del Master in Business Administration al Politecnico di Milano svolge uno stage aziendale presso l'impresa Fiatimpresit (oggi Impregilo) in Sesto San Giovanni occupandosi delle problematiche finanziarie correlate alla realizzazione di grandi opere su commessa.
Nel 1993 assume la direzione tecnica della Salvatore Matarrese s.p.a., una delle primarie imprese di costruzione del Mezzogiorno tra le prime trenta in Italia.
Dirige la realizzazione di opere d'ingegneria sia in Italia che all'estero sia infrastrutturali che edili.

### Attività politica
Nel 2011 costituisce Italia Futura Puglia, l'associazione ideata a livello nazionale da Luca Cordero di Montezemolo, assumendone la presidenza fino al 2013.
Nel novembre 2012 aderisce e sottoscrive il manifesto "Verso la Terza Repubblica".
Nel gennaio 2013 è candidato in Scelta Civica, il movimento politico di Mario Monti, quale capolista nella XXI circoscrizione Puglia. 
Eletto deputato della XVII legislatura della Repubblica, viene proclamato il 5 marzo 2013. Diventa membro del Consiglio direttivo di Scelta Civica alla Camera. 
È capogruppo del Movimento Scelta Civica per l'Italia nella VIII Commissione - Ambiente, Territorio e Lavori Pubblici della Camera dei Deputati.
È membro del Comitato di indagine conoscitiva sulla Green Economy costituita nel novembre 2013 alla Camera dei Deputati.
L'11 luglio 2015 viene eletto dall'Assemblea nazionale del partito, nuovo presidente di Scelta Civica con Enrico Zanetti Segretario.
A luglio 2016 è tra coloro i quali si schiera contro la fusione di Scelta Civica con Alleanza Liberalpopolare-Autonomie (ALA) di Denis Verdini, pertanto abbandona il partito assieme ad altri 14 deputati e dà vita al gruppo parlamentare Civici e Innovatori.
Il 29 giugno 2017 lascia il gruppo per passare insieme a Pierpaolo Vargiu a Direzione Italia di Raffaele Fitto.

#### Riconoscimenti
Il 5 febbraio 2011 gli viene assegnato il riconoscimento UCID - Unione Cristiana Imprenditori e Dirigenti per l'impegno ed i risultato conseguiti nell'attività professionale con la seguente motivazione: "Per aver vissuto la propria formazione morale e professionale, sviluppata poi in seno alla lunga tradizione dell'impresa di famiglia, nella consapevolezza che ogni attività lavorativa comporta sacrificio, senso di responsabilità, capacità di rapporti umani virtuosi, reciproca conoscenza, attenzione e solidarietà, nella profonda convinzione che il ruolo sociale e lo sviluppo economico di ogni impresa si realizzano anche con l'esempio e la testimonianza".